# Saldula balli
Saldula balli är en insektsart som beskrevs av Drake 1950. Saldula balli ingår i släktet Saldula och familjen strandskinnbaggar. Inga underarter finns listade i Catalogue of Life.